# Burg Dschebachan
Die Burg Dschebachan ist eine abgegangene Burg in Baku, die nahe der heutigen Akademie der Wissenschaften lag. Sie gehört zu einem System von Festungsanlagen der Stadt Baku.

## Geschichte und Bestandteile
Die Mauern der Burg und der Wohnturm wurden im 14. Jahrhundert errichtet, später kam ein Waffenarsenal hinzu. Die Mauern bildeten vermutlich ein Viereck, an deren Ecken sich Rundbasteien befanden. Der Wohnturm lag in der Mitte des Hofes und hatte drei bis vier Geschosse, die mit einer Wendeltreppe verbunden waren. 
Die Burg wurde zuletzt auf einer Militärkarte von 1806 als Dschebachan-Bastei vermerkt, auf der man sie im 20. Jahrhundert wiederentdeckte und bei darauf folgenden Ausgrabungen untersuchte.